# Harlingen, Friesland
Harlingen (phát âmⓘ) là một đô thị ở tỉnh Friesland, Hà Lan, ở bên Biển Wadden.  Harlingen là một đô thị cổ với lịch sử ngư nghiệp và tàu biển lâu đời.
Nhà văn Hà Lan nổi tiếng Simon Vestdijk sinh ra tại Harlingen và thường đưa phong cảnh thành phố quê hương vào các tác phẩm của mình.
Thị xã Harlingen, Texas, ở Hoa Kỳ được đặt tên theo thành phố này vì có nhiều người định cư ban đầu ở Texas là người từ Harlingen.

## Các trung tâm dân cư
- Harlingen (tiếng Tây Frisia: Harns)
- Midlum (Mullum)
- Wijnaldum (Winaam)